# Colepia malleola
Colepia malleola är en tvåvingeart som först beskrevs av Walker 1849.  Colepia malleola ingår i släktet Colepia och familjen rovflugor. Inga underarter finns listade i Catalogue of Life.